# Laniarius erythrogaster
A Laniarius erythrogaster a madarak osztályának verébalakúak (Passeriformes) rendjébe és a bokorgébicsfélék (Malaconotidae) családjába tartozó faj.

## Rendszerezése
A fajt Philipp Jakob Cretzschmar német orvos és ornitológus írta le 1829-ben, a Lanius nembe Lanius erythrogaster néven.

## Előfordulása
Afrika középső részén, Burundi, Csád, Dél-Szudán, Eritrea, Etiópia, Kamerun, Kenya, a Kongói Demokratikus Köztársaság, a Közép-afrikai Köztársaság, Nigéria, Ruanda, Szudán, Tanzánia és Uganda területén honos.
Természetes élőhelyei a szubtrópusi és trópusi szavannák és cserjések, valamint szántóföldek. Állandó, nem vonuló faj.

## Megjelenése
Testhossza 22 centiméter, testtömege 42-55 gramm.

## Természetvédelmi helyzete
Az elterjedési területe rendkívül nagy, egyedszáma pedig stabil. A Természetvédelmi Világszövetség Vörös listáján nem fenyegetett fajként szerepel.